# جواد سلمان البدري
جواد سلمان داود البدري (1927 - 2000) شاعر عراقي في القرن العشرين. ولد في بلدة بدرة بواسط ودرس في مدارس الكوت، وتابع دراسته في بغداد، فدرس علوم الكيمياء، ثم تابع تخصصه في الاتحاد السوفياتي. وحصل على الدكتوراه في الكيمياء من جامعة موسكو 1967. ثم أصبح عضوًا في هيئة التدريس بقسم الكيمياء بكلية العلوم بجامعة بغداد منذ 1959 حتى وفاته. له ديوان بعنوان كلمات طيبة 1959 وساهم في ترجمة ومراجعة وتدقيق. توفي في بغداد.

## سيرته
ولد جواد بن سلمان بن داود البدري في بلدة بدرة بمحافظة واسط سنة 1927 م / 1346 م ونشأ بها. دخل مدرسة واسط الابتدائية وتخرج فيها 1939، ثم أتم دراسته الثانوية في ثانوية الكوت في 1945. التحق بكلية العلوم جامعة بغداد وتخرج فيها من قسم الكيمياء 1949، ثم سافر إلى موسكو وحصل على الدكتوراه في الكيمياء من جامعة موسكو 1967. بدأ حياته العملية مدرسًا لمادة العلوم في متوسطة الكوت عام 1945، ثم أصبح عضوًا في هيئة التدريس بقسم الكيمياء بكلية العلوم - جامعة بغداد - منذ عام 1959 حتى وفاته في بغداد سنة 2000. 

## شعره
كان عضو اتحاد الأدباء المؤلفين والكتاب العراقيين. وصف إميل يعقوب شعره «جيّد رقيق وجداني، وفي بعضه فكاهة وملاحة.» وقال عنه عبد العزيز سعود البابطين في معجمه «ما توفر من شعره قليل متراوح بين العمودي وشعر التفعيلة، ومجمل شعره يغلب عليه النزعة الإنسانية يوازيها الطابع الثوري والتحريضي، إذ يحرض على طلب العلم ويراه مجد العرب في المستقبل، ويقترن الخطان في قصيدة تستدعي الثورة الجزائرية وبطلتها جميلة بوحيرد، تأتي على لسانها مؤكدة فكرة النضال القومي ضد القهر الاستعماري، وغير ذلك له قصيدة ذات طابع وجداني تنزع إلى لغة المونولوج والاستبطان، مجمل شعره سلس في لغته، بسيط في تراكيبه، خياله قريب وتعبيراته تنزع إلى المباشرة.» من شعره المجد في الطلب :

## مؤلفاته
- كلمات طيبة، ديوانه شعري، 1959.
- التحليل الكيمياوي الطيفي الذري
- الكيمياء والتكنولوجيا الكميائية في وادي الرافدين، عن مارتن ليفي ترجمة وتعليق وتقديم محمود فياض المياحي، جواد سلمان البدري، جليل كمال الدين، 1980.
- تطابق نتائج التصفح تكنولوجيا الزجاج تأليف اج. ار. بيرسون؛ ترجمة امل فاضل سرحد؛ مراجعة وتنقيح جواد سلمان البدري.